# Bolko II. (Oppeln-Falkenberg)

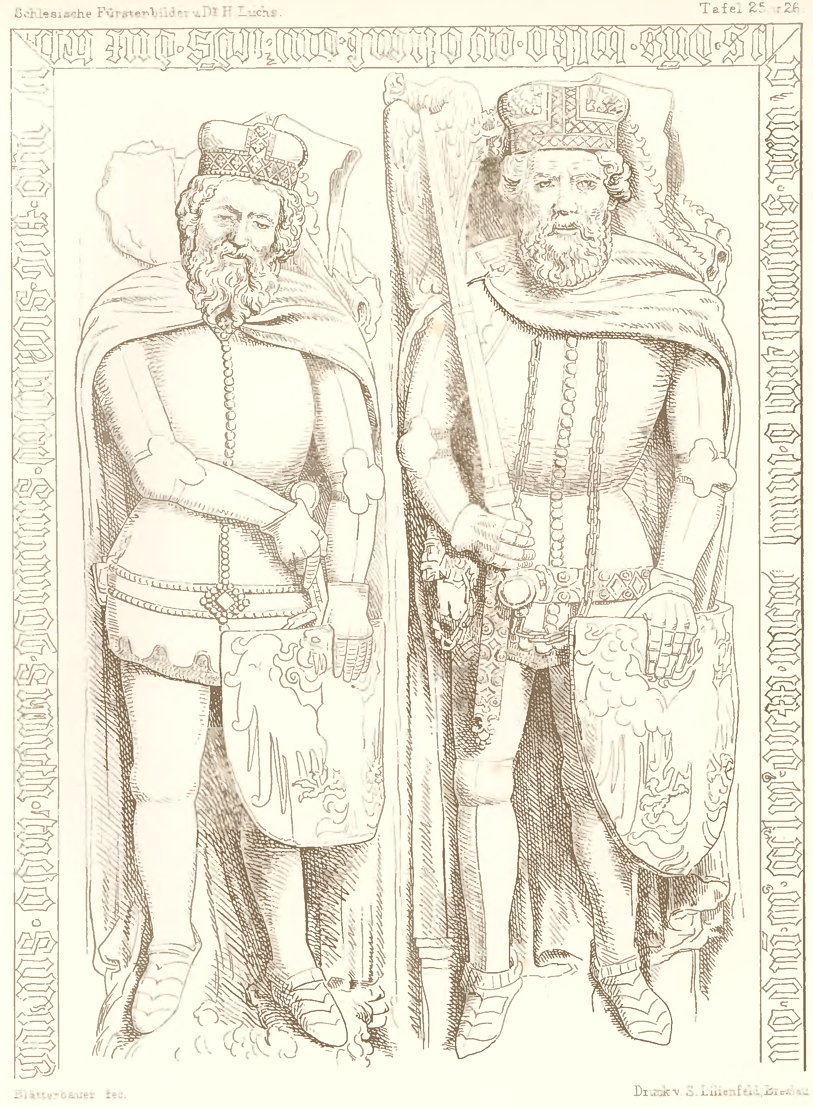
Hochgrab Bolkos von Falkenberg (links) und seines Bruders Bolko II. von Oppeln in der St.-Annen-Kapelle im Oppelner Franziskanerkloster

Bolko II. von Falkenberg, auch Boleslaw (Boleslaus) II. von Falkenberg, polnisch 
Bolesław (Bolko) Niemodliński, tschechisch Boleslav Falkenberský, (* um 1290/95; † 1362/65) war von 1313 bis zu seinem Tode Herzog des Oppelner Teilherzogtums Falkenberg. 1327 unterstellte er sein Land als ein Lehen der Krone Böhmen.

## Herkunft und Familie
Bolko entstammte dem Oppelner Zweig der Schlesischen Piasten. Seine Eltern waren Bolko I. von Oppeln und Gremislava oder Agnes N.N. Um 1325 heiratete Bolko Euphemia, eine Tochter des Breslauer Herzogs Heinrich VI. Wegen der nahen Verwandtschaft musste für die Eheschließung ein päpstlicher Dispens eingeholt werden. Der Ehe entstammten die Kinder
- Bolko/Boleslaus († 1367/68)
- Wenzel von Falkenberg († 1369), ⚭ 1364 Euphemia († 1411), eine Tochter des Herzogs Boleslaus von Beuthen
- Heinrich von Falkenberg († 1382), ⚭ 1372 Katharina, eine Tochter des Markgrafen Johann Heinrich von Mähren
- Margareta († 1399), ⚭ 1354 Landgraf Ulrich III. von Leuchtenberg
- Jutta († nach 1378), ⚭ 1359 Herzog Nikolaus II. von Troppau († 1365)
- Anna († 1365), Klarissin in Breslau
- Hedwig, Äbtissin des Breslauer Klarissenklosters

## Leben
Nach dem Tod seines Vaters Bolko/Boleslaus I. von Oppeln 1313 wurde das Herzogtum Oppeln für seine drei Söhne geteilt. Bolko, der älteste Sohn, erhielt Falkenberg mit Oberglogau. Sein gleichnamiger jüngerer Bruder Bolko II. erhielt Oppeln und der jüngste Bruder Albert erhielt Strehlitz. Von 1318 bis 1326 besaß Bolko von Falkenberg auch Wjelun, das er vermutlich wegen eines Streits seines Schwiegervaters Heinrich VI. mit dem polnischen König Władysław I. Ellenlang verlor, dessen Ursache das von Heinrich VI. am 5. Mai 1326 geschlossene Bündnis mit dem Deutschen Ritterorden war. 1328 brachte Bolko von Falkenberg Schurgast an sich, das von ihm befestigt wurde.
Politisch setzte Bolko die böhmenfreundliche Politik seines Vaters fort. Dieser hatte am 17. Januar 1291 zusammen mit dem Teschener Herzog Mesko I. in Olmütz ein Bündnis mit König Wenzel II. geschlossen, in dem sich die beiden oberschlesischen Herzöge verpflichteten, dem böhmischen König bei der Erwerbung und Durchsetzung seiner Rechte und Länder gegen jedermann beizustehen. Vermutlich deshalb gehörte Bolko von Falkenberg zu den oberschlesischen Fürsten, die sich dem böhmischen König Johann von Luxemburg freiwillig unterwarfen. Als dieser 1327 auf dem Zug von Brünn über Oberschlesien nach Krakau war, kamen ihm Bolko von Falkenberg, Kasimir I. von Teschen und Wladislaus († 1351/55) von Cosel nach Troppau entgegen. Dort huldigten sie ihm am 18. und 19. Februar d. J., unterstellten ihre Länder als ein Lehen der Krone Böhmen und erreichten dadurch den Anschluss an das Deutsche Reich. Mit den ausgehändigten Huldigungsurkunden wahrte der König die Souveränität der Fürsten, stellte sich jedoch als oberster Richter über sie und forderte zudem die Heeresfolge in Schlesien ein. Fünf Tage später folgten dem Beispiel der drei Fürsten in Beuthen Lestko von Ratibor und Johann I. von Auschwitz, die ihre Herzogtümer dem böhmischen König ebenfalls als Lehen übergaben und ihm huldigten. Vermutlich aus Dankbarkeit verkaufte König Johann für 2000 Mark das bis dahin mährische Prudnik an Bolko von Falkenberg.
Bolko/Boleslaus von Falkenberg starb 1362/65. Sein Leichnam wurde in der St.-Annen-Kapelle des Oppelner Franziskanerklosters beigesetzt. Die Nachfolge als Herzöge von Falkenberg übernahmen zunächst gemeinsam die Söhne Bolko, Wenzel und Heinrich. Nachdem der älteste Sohn Bolko 1367/68 und der zweitgeborene Wenzel 1369 starb, regierte Heinrich von Falkenberg bis zu seinem Tod 1382 allein.